# Final da Liga dos Campeões da UEFA de 2022–23
A Final da Liga dos Campeões da UEFA de 2022–23 foi a última partida da Liga dos Campeões da UEFA de 2022–23, a 68ª temporada do principal torneio de futebol de clubes da Europa organizado pela UEFA e a 31ª desde que foi renomeada de Copa dos Clubes Campeões Europeus para Liga dos Campeões da UEFA. Foi disputada no Estádio Olímpico Atatürk em Istambul, Turquia, em 10 de junho de 2023.
A final foi originalmente programada para ser disputada no Estádio de Wembley em Londres, Inglaterra. No entanto, devido ao adiamento e realocação da final de 2019–20 por causa da Pandemia de COVID-19 na Europa, os anfitriões agendados para as finais subsequentes foram adiados em um ano e o Allianz Arena em Munique foi atribuída a final de 2023. Quando a final de 2020–21, que estava programada para ser disputada em Istambul, também teve que ser realocada devido à Pandemia de COVID-19 na Turquia, a final de 2023 foi entregue a Istambul. Munique agora sediará a final de 2024–25.
Os vencedores ganharam o direito de jogar contra os vencedores da Liga Europa da UEFA de 2022–23 na Supercopa da UEFA de 2023.

## Times
| Team            | Aparições prévias em finais (negrito indica vencedores) |
| --------------- | ------------------------------------------------------- |
| Manchester City | 1 (2021)                                                |
| Internazionale  | 5 (1964, 1965, 1967, 1972, 2010)                        |

## Detalhes
Este foi o primeiro encontro nas competições da UEFA entre Manchester City e Inter de Milão. Esta é a segunda participação do Manchester City na final da UEFA Champions League desde a nomeação do técnico Pep Guardiola e a primeira desde a final da UEFA Champions League de 2021, que perdeu por 1 a 0 para o Chelsea no Estádio do Dragão. Guardiola tentará vencer sua primeira final da Liga dos Campeões da UEFA desde que venceu a final de 2011 com o Barcelona, quando derrotou o Manchester United por 3 a 1 no Estádio de Wembley, já que não venceu com o Bayern de Munique. Por outro lado, esta foi a sexta participação da Inter de Milão na final da Liga dos Campeões da UEFA, vencendo na final de 1964 por 3–1 contra o Real Madrid no Ernst-Happel-Stadion, final da Copa da Europa de 1965 por 1–0 contra o Benfica no San Siro, a final da Liga dos Campeões da UEFA de 2010 por 2 a 0 contra o Bayern de Munique no Estádio Santiago Bernabéu e a derrota na final da Copa da Europa de 1967 por 2 a 1 contra o Celtic no Estádio Nacional e a final da Copa da Europa de 1972 por 2 a 0 contra o Ajax no Estádio De Kuip. O Manchester City venceu seis partidas com clubes italianos, o Inter venceu dezesseis partidas com clubes ingleses.

## Escolha da Sede
Em 28 de setembro de 2018, a UEFA lançou um processo de licitação aberta para selecionar os locais das finais da UEFA Champions League, UEFA Europa League e UEFA Women's Champions League em 2021. As federações tinham até 26 de outubro de 2018 para manifestar interesse e dossiês de candidatura deveriam ser enviados até 15 de fevereiro de 2019.
A UEFA anunciou a 1 de novembro de 2018 que duas federações manifestaram interesse em acolher a final da UEFA Champions League de 2021, e em 22 de fevereiro de 2019 que ambas as associações enviaram seus dossiês dentro do prazo.
O Allianz Arena foi escolhido pelo Comité Executivo da UEFA durante a sua reunião em Ljubljana, Eslovênia, em 24 de setembro de 2019.
Em 17 de junho de 2020, o Comitê Executivo da UEFA anunciou que, devido ao adiamento e realocação da final de 2020, Munique sediaria a final de 2023. Porém devido a Pandemia de COVID-19, Istambul ficou impossibilitada de sediar a final de 2021, sendo esta transferida para o Estádio do Dragão em Portugal, sendo adiada novamente para 2023, sendo assim o Allianz Arena sediaria a final de 2025.

## Caminho até a final
Nota: Em todos os resultados abaixo, os gols dos finalistas é dado primeiro (C: casa; F: fora).
| Pos. | Equipe            | Pts |
| ---- | ----------------- | --- |
| 1    | Manchester City   | 14  |
| 2    | Borussia Dortmund | 9   |
| 3    | Sevilla           | 5   |
| 4    | København         | 3   |

| Pos. | Equipe            | Pts |
| ---- | ----------------- | --- |
| 1    | Bayern de Munique | 18  |
| 2    | Internazionale    | 10  |
| 3    | Barcelona         | 7   |
| 4    | Viktoria Plzeň    | 0   |

## Partida

### Detalhes
A final foi disputada em 10 de junho de 2023 no Estádio Olímpico Atatürk, em Istambul. Foi realizado um sorteio a 17 de março de 2023, após os sorteios dos quartos-de-final e das meias-finais, para determinar a equipa "da casa" para efeitos administrativos. 
| 10 de junho de 2023 | Manchester City | 1 – 0     | Internazionale | Estádio Olímpico Atatürk, Istambul            |
| 22:00 (UTC+3)       | Rodri 68'       | Relatório |                | Público: 71 412 Árbitro: POL Szymon Marciniak |

| Man. City | Inter |

| G             | 31 | Ederson         |
| Z             | 25 | Manuel Akanji   |
| Z             | 3  | Rúben Dias      |
| Z             | 6  | Nathan Aké      |
| V             | 5  | John Stones     |
| V             | 16 | Rodri           |
| MD            | 20 | Bernardo Silva  |
| M             | 17 | Kevin De Bruyne |
| M             | 8  | İlkay Gündoğan  |
| ME            | 10 | Jack Grealish   |
| A             | 9  | Erling Haaland  |
| Substitutos:  |    |                 |
| G             | 18 | Stefan Ortega   |
| G             | 33 | Scott Carson    |
| LD            | 2  | Kyle Walker     |
| Z             | 14 | Aymeric Laporte |
| Z             | 21 | Sergio Gómez    |
| LD            | 82 | Rico Lewis      |
| V             | 4  | Kalvin Phillips |
| M             | 32 | Máximo Perrone  |
| M             | 47 | Phil Foden      |
| M             | 80 | Cole Palmer     |
| A             | 19 | Julián Álvarez  |
| Z             | 26 | Riyad Mahrez    |
| Técnico:      |    |                 |
| Pep Guardiola |    |                 |

| G              | 24 | André Onana         |
| Z              | 36 | Matteo Darmian      |
| Z              | 15 | Francesco Acerbi    |
| Z              | 95 | Alessandro Bastoni  |
| MD             | 2  | Denzel Dumfries     |
| M              | 23 | Nicolò Barella      |
| V              | 77 | Marcelo Brozović    |
| M              | 20 | Hakan Çalhanoğlu    |
| ME             | 32 | Federico Dimarco    |
| A              | 10 | Lautaro Martínez    |
| A              | 9  | Edin Džeko          |
| Substitutos:   |    |                     |
| G              | 1  | Samir Handanovič    |
| G              | 21 | Alex Cordaz         |
| Z              | 6  | Stefan de Vrij      |
| Z              | 12 | Raoul Bellanova     |
| Z              | 33 | Danilo D'Ambrosio   |
| Z              | 37 | Milan Škriniar      |
| M              | 5  | Roberto Gagliardini |
| M              | 8  | Robin Gosens        |
| M              | 14 | Kristjan Asllani    |
| M              | 22 | Henrikh Mkhitaryan  |
| A              | 11 | Joaquín Correa      |
| A              | 90 | Romelu Lukaku       |
| Técnico:       |    |                     |
| Simone Inzaghi |    |                     |

| Árbitros assistentes: Paweł Sokolnicki (Polônia) Tomasz Listkiewicz (Polônia) Quarto árbitro: István Kovács (Romênia) Árbitro assistente reserva: Vasile Marinescu (Romênia) Árbitro assistente de vídeo: Tomasz Kwiatkowski (Polônia) Assistente do árbitro assistente de vídeo: Bartosz Frankowski (Polônia) 'Árbitro assistente de vídeo de apoio: Marco Fritz (Alemanha) | Regras da partida - 90 minutos - 30 minutos de prorrogação se for necessário - Disputa por pênaltis se o placar continuar empatado - 20 substitutos - Máximo de cinco substituições, com uma sexta permitida na prorrogação |